# (48458) Merian
(48458) Merian est un astéroïde de la ceinture principale.

## Description
(48458) Merian est un astéroïde de la ceinture principale. Il fut découvert le 13 septembre 1991 à Tautenburg par Freimut Börngen et Lutz Dieter Schmadel. Il présente une orbite caractérisée par un demi-grand axe de 3,12 UA, une excentricité de 0,14 et une inclinaison de 11,8° par rapport à l'écliptique.

## Compléments